# Сексуальные меньшинства Уганды
Сексуальные меньшинства Уганды (англ. Sexual Minorities Uganda, SMUG) — это зонтичная неправительственная организация, базирующаяся в Кампале, Уганда. В число основателей входят Виктор Мукаса и Сильвия Тамале. SMUG возглавляют исполнительный директор Фрэнк Мугиша и заместитель директора Пепе Джулиан Онциема, оба из которых вступили в должность в 2007 году. Адвокат Дэвид Като был адвокатом и судебным приставом до своего убийства в январе 2011 года. Организация выступает в защиту и продвижение прав лесбиянок, геев, бисексуалов и трансгендеров (ЛГБТ) Уганды. Сеть, состоящая из нескольких организаций-членов, была основана в 2004 году.

## История
Виктор Мукаса, транс-активист, основал «Сексуальные меньшинства Уганды» 3 марта 2004 года в Кампале в ресторане и интернет-кафе Kaival. Среди первых членов организации были Вал Календе, Камухангире и Дэвид Като, которые были одними из первых членов Исполнительного совета. Члены SMUG добились полемики благодаря своей активной деятельности и правовым проблемам на протяжении большей части истории организации, а также профилю организации в конце 2000-х годов из-за роста гомофобного популизма в стране и введения антигомосексуального закона в парламенте Дэвидом Бахати.
Угандийская газета «Rolling Stone», издание, не связанное с американским журналом с тем же названием, опубликовала галерею из «100 фотографий главных гомосексуалистов Уганды» и призвала: «повесьте их». В ответ четыре члена SMUG, чьи лица появились в журнале, Дэвид Като Кисуле, Каша Набагесера, Набирье Мариам и Пепе Джулиан Онциема «Терпение», подали петицию в Верховный суд, требуя заставить газету прекратить распространение статьи. Суд удовлетворил это ходатайство 2 ноября 2010 года, фактически прекратив публикацию угандийского журнала Rolling Stone.
26 января 2011 года Като, чья фотография была помещена на обложке рассматриваемого номера журнала «Rolling Stone», подвергся нападению в своем доме в городе Муконо со стороны своего знакомого Сидни Нсубуги Еноха, 22 лет, который дважды ударил его по голове молотком, найденным в ванной комнате Като, прежде чем убежать. Очевидным мотивом были разногласия по поводу сексуальных услуг и грабежа. Като умер по дороге в больницу Каволо. Это убийство было осуждено Human Rights Watch, а старший исследователь Африки Мария Бернетт заявила, что «смерть Дэвида Като — трагическая потеря для правозащитного сообщества».
15 сентября 2011 года исполнительный директор SMUG Фрэнк Мугиша был назван лауреатом ежегодной премии Роберта Ф. Кеннеди в области прав человека за свою активную деятельность. 6 сентября 2011 года Мугиша от имени SMUG также получил премию Рафто за заслуги в борьбе за права человека.
В 2012 году SMUG и несколько угандийцев, в том числе Онциема, Мукаса и Мугиша, совместно с Центром конституционных прав инициировали судебный иск в Федеральный окружной суд США, используя закон об иностранном деликте, чтобы подать в суд на американского евангелиста Скотта Лайвли за преступления против человечности за его работу над Законом о борьбе с гомосексуализмом в Уганде. Работа Лайвли была описана как подстрекательство к преследованию геев и лесбиянок и как «поведение... активно пытающееся навредить и лишить других людей их прав». В августе 2013 года судья Майкл А. Понсор в соответствии с международным и федеральным законодательством отклонил юрисдикционный вызов по этому иску. Он также постановил, что защита первой поправки в отношении поведения Лайвли была преждевременной.